# Elements, Pt. 1
Elements, Pt. 1 is het negende album van Stratovarius, uitgebracht in 2003 door Nuclear Blast.

## Nummers
1. Eagleheart – 3:50
2. Soul of a Vagabond – 7:22
3. Find Your Own Voice – 5:10
4. Fantasia – 9:56
5. Learning to Fly – 6:19
6. Papillon – 7:01
7. Stratofortress (Instrumental) – 3:26
8. Elements – 12:01
9. A Drop in the Ocean – 6:49

## Bezetting
- Timo Kotipelto - zanger
- Timo Tolkki - gitarist
- Jari Kainulainen - bassist
- Jens Johansson - keyboardspeler
- Jörg Michael - drummer